# Enisei-STM
Enisei-STM es un equipo profesional de rugby de Rusia con sede en la ciudad de Krasnoyarsk.
Participa en la Professional Rugby League, el principal torneo profesional de rugby de Rusia y desde 2021 participa en la Super Cup europea.

## Historia
El club fue fundado en 1975 como Trud Krasnoyarsk, luego en 1978 paso a denominarse Sibtyazhmash Krasnoyarsk. En 2000 el club adoptó su nombre actual, la denominación STM es una abreviatura de Sibtyazhmash (en español: Maquinaria pesada de Siberia, una empresa local), mientras que Enisei, proviene del rio homónimo que atraviesa la ciudad de Krasnoyarsk.
Desde el año 1992 compite en la Liga de Rusia en la cual ha logrado 11 consagraciones, siendo el club más ganador de dicha competencia.
Durante la última década, el club ha logrado clasificar a competiciones europeas, destacándose las cinco clasificaciones consecutivas a la European Rugby Challenge Cup entre la temporada 2015-16 y 2019-20.

## Palmarés

### Torneos internacionales
- European Rugby Continental Shield (2): 2016–17, 2017–18

### Torneos nacionales
- Liga de Rusia (12): 1999, 2002, 2005, 2011, 2012, 2014, 2016, 2017, 2018, 2019, 2020-21, 2021-22
- Campeonato URSS/Federación Rusa (1): 1990
- Copa de Rusia (9): 2000, 2001, 2008, 2014, 2016, 2017, 2020, 2021, 2022
- Supercopa de Rusia (3): 2014, 2015, 2017

## Victorias destacadas
| Fecha                   | Rival                 | Resultado |
| ----------------------- | --------------------- | --------- |
| 12 de diciembre de 2015 | Brive                 | 10 - 7    |
| 16 de enero de 2016     | Newcastle Falcons     | 24 - 7    |
| 15 de octubre de 2016   | Worcester Warriors    | 19 - 12   |
| 22 de octubre de 2016   | Newport Gwent Dragons | 38 - 18   |